# Eutolmus maximus
Eutolmus maximus là một loài ruồi trong họ Asilidae. Eutolmus maximus được Hradský & Geller-Grimm miêu tả năm 1998. Loài này phân bố ở miền Ấn Độ - Mã Lai.